# Distrito Ocidental
O Distrito Ocidental compreende regiões ocidentais do estado australiano de Vitória. Diz-se que é um distrito indefinido, às vezes incorretamente chamado de região econômica. O distrito está localizado em partes das regiões de Barwon South West e Grampians, estendendo-se do canto sudoeste do estado até Ballarat no leste e até o norte de Ararat. O distrito é delimitado pelo distrito de Wimmera, no norte, pelo distrito de Goldfields, a leste, pelo Estreito de Bass e pelo Oceano Antártico, no sul, e pela fronteira sul-australiana, a oeste. O distrito é conhecido pela produção de lã. A cidade mais populosa do Distrito é Ballarat, com 96 940 habitantes.